# Distribuição Erlang
A distribuição Erlang é uma distribuição de probabilidade contínua com uma ampla aplicabilidade, principalmente devido à sua relação com a distribuição exponencial e a distribuição gama. A distribuição Erlang foi desenvolvida por Agner Krarup Erlang para analisar o número de chamadas telefônicas que poderiam ser feitas simultaneamente aos operadores das estações de comutação. Atualmente esta distribuição é utilizada em várias áreas que aplicam processos estocásticos.
Sua função densidade de probabilidade é dada por
{\displaystyle f(x;k,\lambda )={\lambda ^{k}x^{k-1}e^{-\lambda x} \over (k-1)!}\quad {\mbox{para }}x,\lambda \geq 0.}
Uma alternativa usa o parâmetro de escala {\displaystyle \mu ={\frac {1}{\lambda }}}:
{\displaystyle f(x;k,\mu )={\frac {x^{k-1}e^{-{\frac {x}{\mu }}}}{\mu ^{k}(k-1)!}}\quad {\mbox{para }}x,\mu \geq 0.}
Sua função distribuição acumulada pode ser expressa por
{\displaystyle F(x;k,\lambda )={\frac {\gamma (k,\lambda x)}{(k-1)!}}}
sendo {\displaystyle \gamma (.,.)} a função gama incompleta que é dada por
{\displaystyle \gamma (a,x)=\int _{0}^{x}t^{a-1}\,e^{-t}\,dt.\,\!}
Outra expressão para a função distribuição acumulada é
{\displaystyle F(x,k,\lambda )=1-\sum _{n=0}^{k-1}{\frac {e^{-\lambda x}(\lambda x)^{n}}{n!}}}
Entre as aplicaçações desta distribuição, a distribuição Erlang, mede o tempo entre as chamadas recebidas e pode ser usado em conjunto com a duração prevista de chamadas telefônicas para produzir informações sobre o tráfego medido em Erlang unidades. Pode ser usado para determinar a probabilidade de perda de pacotes ou atrasos em uma rede de computadores que utiliza algum protocolo de internet. 
No ponto de vista dos processos estocásticos, a distribuição Erlang é a distribuição da soma de {\displaystyle k} variáveis aleatórias, independentes e identicamente distribuídas exponencialmente.